# Lista de códigos de região FIPS (M-O)
Esta é uma lista de códigos de região FIPS 10-4 de M-O, usando um formato de nome padronizado, e de ligação cruzada para artigos.
Em 2 de setembro de 2008, FIPS 10-4 foi um dos dez normas retiradas por NIST como uma Federal Information Processing Standard. A lista aqui é a última versão dos códigos. Para versões anteriores, veja o link abaixo.

## MA:Madagáscar
- MA01: Antsiranana (província)
- MA02: Fianarantsoa (província)
- MA03: Mahajanga (província)
- MA04: Toamasina (província)
- MA05: Antananarivo (província)
- MA06: Toliara (província)

## MC:Macau
- MC01: Ilhas, Macau
- MC02: Macau, Macau

## MD:Moldávia
- MD51: Găgăuzia Unidade territorial autônoma
- MD57: Quixinau (município)
- MD58: Stînga Nistrului
- MD59: Anenii Noi (condado)
- MD60: Bălţi
- MD61: Basarabeasca (condado)
- MD62: Bender município
- MD63: Briceni (condado)
- MD64: Cahul (condado)
- MD65: Cantemir (condado)
- MD66: Călăraşi (Moldávia)
- MD67: Căuşeni (condado)
- MD68: Cimişlia (condado)
- MD69: Criuleni (condado)
- MD70: Donduşeni (condado)
- MD71: Drochia (condado)
- MD72: Dubăsari (condado)
- MD73: Edineţ (condado)
- MD74: Făleşti (condado)
- MD75: Floreşti (condado)
- MD76: Glodeni (condado)
- MD77: Hînceşti (condado)
- MD78: Ialoveni (condado)
- MD79: Leova (condado)
- MD80: Nisporeni (condado)
- MD81: Ocniţa (condado)
- MD82: Orhei (condado)
- MD83: Rezina (condado)
- MD84: Rîşcani (condado)
- MD85: Sîngerei (condado)
- MD86: Şoldăneşti (condado)
- MD87: Soroca (condado)
- MD88: Ştefan Vodă (condado)
- MD89: Străşeni (condado)
- MD90: Taraclia (condado)
- MD91: Teleneşti (condado)
- MD92: Ungheni (condado)

## MG:Mongólia
- MG01: Arkhangai (província)
- MG02: Bayankhongor (província)
- MG03: Bayan-Ölgii (província)
- MG06: Dornod (província)
- MG07: Dornogovi (província)
- MG08: Dundgovi (província)
- MG09: Zavkhan (província)
- MG10: Govi-Altai (província)
- MG11: Khentii (província)
- MG12: Khovd (província)
- MG13: Khövsgöl (província)
- MG14: Ömnögovi (província)
- MG15: Övörkhangai (província)
- MG16: Selenge (província)
- MG17: Sükhbaatar (província)
- MG18: Töv (província)
- MG19: Uvs (província)
- MG20: Ulan Bator
- MG21: Bulgan (província)
- MG23: Darkhan-Uul (província)
- MG24: Govisümber (província)
- MG25: Orkhon (província)

## MH:Montserrat
- MH01: Saint Anthony
- MH02: Saint Georges
- MH03: Saint Peter

## MI:Malawi
- MI02: Chikwawa (distrito)
- MI03: Chiradzulu (distrito)
- MI04: Chitipa (distrito)
- MI05: Thyolo (distrito)
- MI06: Dedza (distrito)
- MI07: Dowa (distrito)
- MI08: Karonga (distrito)
- MI09: Kasungu (distrito)
- MI11: Lilongwe (distrito)
- MI12: Mangochi (distrito)
- MI13: Mchinji (distrito)
- MI15: Mzimba (distrito)
- MI16: Ntcheu (distrito)
- MI17: Nkhata Bay (distrito)
- MI18: Nkhotakota (distrito)
- MI19: Nsanje (distrito)
- MI20: Ntchisi (distrito)
- MI21: Rumphi (distrito)
- MI22: Salima (distrito)
- MI23: Zomba (distrito)
- MI24: Blantyre (distrito)
- MI25: Mwanza (distrito)
- MI26: Balaka (distrito)
- MI27: Likoma (distrito)
- MI28: Machinga (distrito)
- MI29: Mulanje (distrito)
- MI30: Phalombe (distrito)

## MX:México
- MX01: Aguascalientes
- MX02: Baja California
- MX03: Baja California Sur
- MX04: Campeche
- MX05: Chiapas
- MX06: Chihuahua (estado do México)
- MX07: Coahuila
- MX08: Colima
- MX09: Distrito Federal, México
- MX10: Durango
- MX11: Guanajuato
- MX12: Guerrero
- MX13: Hidalgo (estado do México)
- MX14: Jalisco
- MX15: México (estado do México)
- MX16: Michoacán
- MX17: Morelos
- MX18: Nayarit
- MX19: Nuevo León
- MX20: Oaxaca
- MX21: Puebla
- MX22: Querétaro
- MX23: Quintana Roo
- MX24: San Luis Potosí
- MX25: Sinaloa
- MX26: Sonora
- MX27: Tabasco
- MX28: Tamaulipas
- MX29: Tlaxcala
- MX30: Veracruz
- MX31: Yucatán
- MX32: Zacatecas

## MY:Malásia
- MY01: Johor
- MY02: Kedah
- MY03: Kelantan
- MY04: Melaka (estado da Malásia)
- MY05: Negeri Sembilan
- MY06: Pahang
- MY07: Perak
- MY08: Perlis
- MY09: Pulau Pinang (estado da Malásia)
- MY11: Sarawak
- MY12: Selangor
- MY13: Terengganu
- MY14: Kuala Lumpur
- MY15: Labuan Território federal, Malásia
- MY16: Sabah
- MY17: Putrajaya

## MZ:Moçambique
- MZ01: Cabo Delgado (província)
- MZ02: Gaza (província)
- MZ03: Inhambane (província)
- MZ04: Maputo (província)
- MZ05: Sofala (província)
- MZ06: Nampula (província)
- MZ07: Niassa (província)
- MZ08: Tete (província)
- MZ09: Zambézia (província)
- MZ10: Manica (província)
- MZ11: Cidade Capital de Maputo

## NG:Níger
- NG01: Agadez Departamento do Níger
- NG02: Diffa Departamento do Níger
- NG03: Dosso Departamento do Níger
- NG04: Maradi Departamento do Níger
- NG06: Tahoua Departamento do Níger
- NG07: Zinder Departamento do Níger
- NG08: Niamey
- NG09: Tillabéri Departamento do Níger

## NH:Vanuatu
- NH07: Torba (província)
- NH13: Sanma (província)
- NH15: Tafea (província)
- NH16: Malampa (província)
- NH17: Penama (província)
- NH18: Shefa (província)

## NI:Nigéria
- NI05: Lagos (estado)
- NI11: Território da Capital Federal
- NI16: Ogun (estado)
- NI21: Akwa Ibom (estado)
- NI22: Cross River (estado)
- NI23: Kaduna (estado)
- NI24: Katsina (estado)
- NI25: Anambra (estado)
- NI26: Benue (estado)
- NI27: Borno (estado)
- NI28: Imo (estado)
- NI29: Kano (estado)
- NI30: Kwara (estado)
- NI31: Níger (estado)
- NI32: Oyo (estado)
- NI35: Adamawa (estado)
- NI36: Delta (estado)
- NI37: Edo (estado)
- NI39: Jigawa (estado)
- NI40: Kebbi (estado)
- NI41: Kogi (estado)
- NI42: Osun (estado)
- NI43: Taraba (estado)
- NI44: Yobe (estado)
- NI45: Abia (estado)
- NI46: Bauchi (estado)
- NI47: Enugu (estado)
- NI48: Ondo (estado)
- NI49: Plateau (estado)
- NI50: Rivers (estado)
- NI51: Sokoto (estado)
- NI52: Bayelsa (estado)
- NI53: Ebonyi (estado)
- NI54: Ekiti (estado)
- NI55: Gombe (estado)
- NI56: Nasarawa (estado)
- NI57: Zamfara (estado)

## NO:Noruega
- NO01: Akershus
- NO02: Aust-Agder
- NO04: Buskerud
- NO05: Finnmark
- NO06: Hedmark
- NO07: Hordaland
- NO08: Møre og Romsdal
- NO09: Nordland
- NO10: Nord-Trøndelag
- NO11: Oppland
- NO12: Oslo
- NO13: Østfold
- NO14: Rogaland
- NO15: Sogn og Fjordane
- NO16: Sør-Trøndelag
- NO17: Telemark
- NO18: Troms
- NO19: Vest-Agder
- NO20: Vestfold

## NP:Nepal
- NP01: Bagmati
- NP02: Bheri
- NP03: Dhawalagiri
- NP04: Gandaki
- NP05: Janakpur
- NP06: Karnali
- NP07: Kosi
- NP08: Lumbini
- NP09: Mahakali
- NP10: Mechi
- NP11: Narayani
- NP12: Rapti
- NP13: Sagarmatha
- NP14: Seti

## NR:Nauru
- NR01: Aiwo (distrito)
- NR02: Anabar (distrito)
- NR03: Anetan (distrito)
- NR04: Anibare (distrito)
- NR05: Baiti (distrito)
- NR06: Boe (distrito)
- NR07: Buada (distrito)
- NR08: Denigomodu (distrito)
- NR09: Ewa (distrito)
- NR10: Ijuw (distrito)
- NR11: Meneng (distrito)
- NR12: Nibok (distrito)
- NR13: Uaboe (distrito)
- NR14: Yaren (distrito)

## NS:Suriname
- NS10: Brokopondo (distrito)
- NS11: Commewijne (distrito)
- NS12: Coronie (distrito)
- NS13: Marowijne (distrito)
- NS14: Nickerie (distrito)
- NS15: Para (distrito)
- NS16: Paramaribo (distrito)
- NS17: Saramacca (distrito)
- NS18: Sipaliwini (distrito)
- NS19: Wanica (distrito)

## NU:Nicarágua
- NU01: Boaco (departamento)
- NU02: Carazo (departamento)
- NU03: Chinandega (departamento)
- NU04: Chontales (departamento)
- NU05: Estelí (departamento)
- NU06: Granada (departamento)
- NU07: Jinotega (departamento)
- NU08: León (departamento)
- NU09: Madriz (departamento)
- NU10: Manágua (departamento)
- NU11: Masaya (departamento)
- NU12: Matagalpa (departamento)
- NU13: Nueva Segovia (departamento)
- NU14: Río San Juan (departamento)
- NU15: Rivas (departamento)
- NU17: Costa Norte do Caribe (região autônoma)
- NU18: Costa Sul do Caribe (região autônoma)

## NZ:Nova Zelândia
- NZ10: Ilhas Chatham
- NZE7: Auckland (região)
- NZE8: Baia de Plenty (região)
- NZE9: Canterbury (região)
- NZF1: Gisborne (região)
- NZF2: Baia de Hawke (região)
- NZF3: Manawatu-Wanganui (região)
- NZF4: Marlborough (região)
- NZF5: Nelson (região)
- NZF6: Northland (região)
- NZF7: Otago (região)
- NZF8: Southland (região)
- NZF9: Taranaki (região)
- NZG1: Waikato (região)
- NZG2: Wellington (região)
- NZG3: West Coast (região)

Nota: Tasmânîa (região) não foi atribuído um código por razões desconhecidas.